# 嵩峰山
嵩峰山位于中国江西省广丰县和浙江省江山市交界处，为仙霞岭西延之余脉，海拔1052米。古称“松峰”。
山顶有嵩峰寺，又名冲霄庵，始建于明宣德年间，清乾隆十年（1746年）重建，1966年文革期间部分被毁，1973年群众集资重建。寺前有银杏两株、松树一株，直径均逾1米，相传银杏为建寺初期所植，寺后有古柏一株，已枯死。
嵩峰寺与寺前银杏于1983年5月3日被列为广丰县文物保护单位，1997年1月16日列为江山市文物保护单位。目前嵩峰寺由两县（市）共有共管。

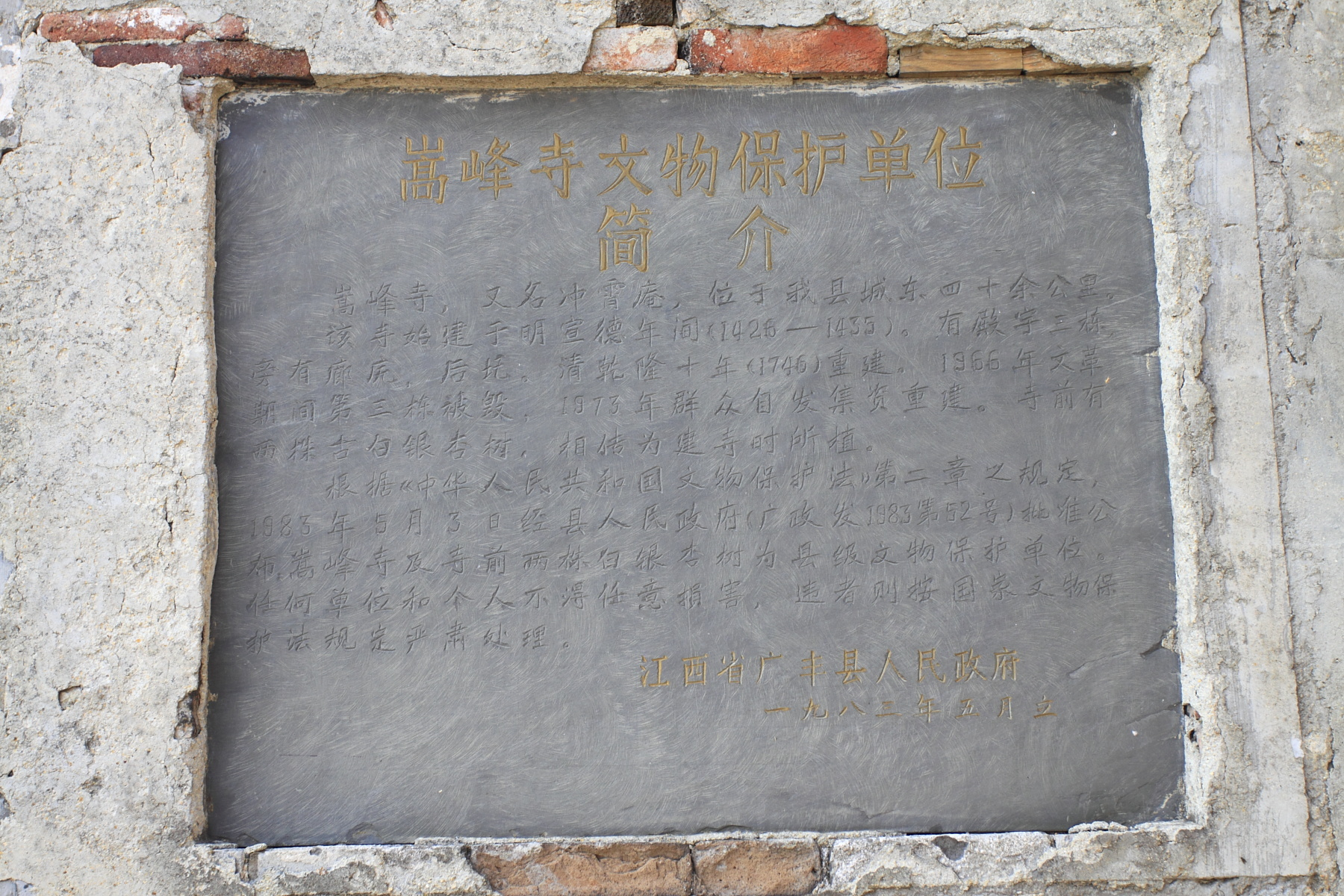
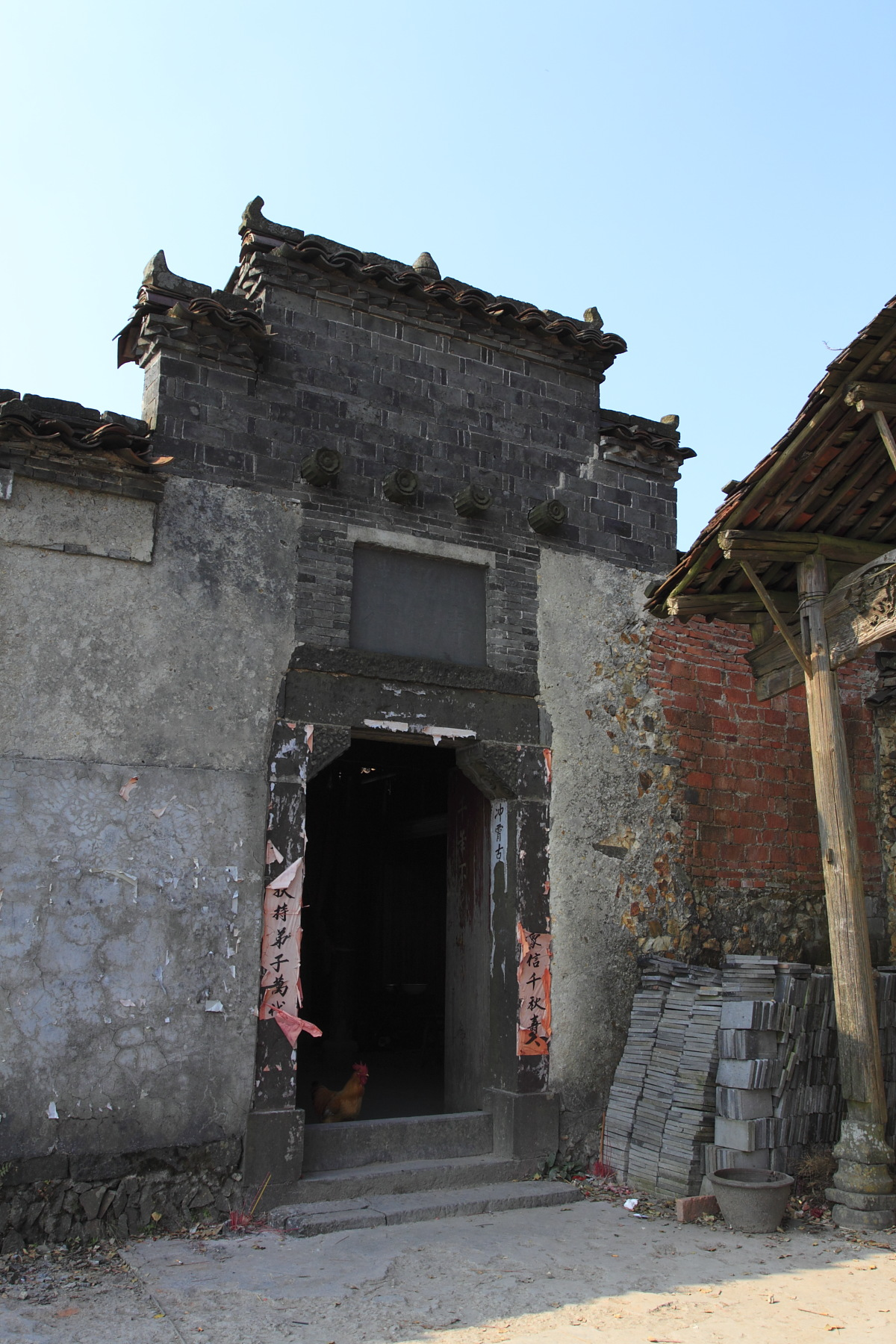